# 塞斯塔戈达诺
塞斯塔戈达诺（義大利語：Sesta Godano），是意大利拉斯佩齐亚省的一个市镇。总面积69平方公里，人口1517人，人口密度22.0人/平方公里（2009年）。ISTAT代码为011028。